# روبرت بوس
روبرت بوس (بالإنجليزية: Robert Boss)‏ هو لاعب كرة قدم أمريكية أمريكي، ولد في 19 أكتوبر 1983 في شارليفوي في الولايات المتحدة.